# Captain Sensible
Captain Sensible is de artiestennaam van de op 24 april 1954 in Balham geboren Engelse zanger en gitarist Raymond Ian Burns. Hij staat bekend om zijn opvallende uiterlijk, waaronder een rode baret en een zonnebril, meestal met een wit montuur.
Voordat hij een solocarrière begon maakte hij van 1976 tot begin jaren 80 deel uit van de punkband The Damned. 
Tijdens de busrit naar het punkfestival Mont de Marsan in het zuiden van Frankrijk gaf Sean Tyla (Ducks Deluxe) hem de bijnaam Captain Sensible, die hij vanaf dat moment als artiestennaam gebruikte.
Bekende solonummers waren eind jaren 70 begin, jaren 80 Jetboy, Jetgirl, Happy talk en Wot!.
Bij het laatste nummer ging er in de  12 inch versie een heel lange intro aan vooraf voordat hij met zingen begon. De videoclip speelde zich af in een hotel in een decor geïnspireerd op Fawlty Towers en personages maar ook Adam Ant en Margaret Thatcher. Markant aan dit nummer was het geluid van een bouwvakker die stond te heien. Hij treedt ook in 2025 op inmiddels meer dan 70-jarige leeftijd nog regelmatig op.

## Discografie

### Albums
| Album met eventuele hitnotering(en) in de Nederlandse Album Top 100 | Datum van verschijnen | Datum van binnenkomst | Hoogste positie | Aantal weken | Opmerkingen |
| ------------------------------------------------------------------- | --------------------- | --------------------- | --------------- | ------------ | ----------- |
| Women and captains first                                            | 1982                  | -                     |                 |              |             |
| The power of love                                                   | 1983                  | -                     |                 |              |             |
| Revolution now                                                      | 1989                  | -                     |                 |              |             |
| The universe of Geoffrey Brown                                      | 1993                  | -                     |                 |              |             |
| Live at the Milky Way                                               | 1994                  | -                     |                 |              |             |
| Meathead                                                            | 1995                  | -                     |                 |              |             |
| Mad cows and Englishmen                                             | 1996                  | -                     |                 |              |             |

### Singles
| Single met eventuele hitnotering(en) in de Nederlandse Top 40 | Datum van verschijnen | Datum van binnenkomst | Hoogste positie | Aantal weken | Opmerkingen                                           |
| ------------------------------------------------------------- | --------------------- | --------------------- | --------------- | ------------ | ----------------------------------------------------- |
| Happy Talk                                                    | 1982                  | 31-07-1982            | tip7            | -            | #37 in de Nationale Hitparade / #44 in de TROS Top 50 |
| Wot!                                                          | 1982                  | 06-11-1982            | 10              | 8            | #14 in de Nationale Hitparade / #10 in de TROS Top 50 |

| Single met hitnotering(en) in de Vlaamse Ultratop 50 | Datum van verschijnen | Datum van binnenkomst | Hoogste positie | Aantal weken | Opmerkingen |
| ---------------------------------------------------- | --------------------- | --------------------- | --------------- | ------------ | ----------- |
| Wot!                                                 | 1982                  | 13-11-1982            | 3               | 12           |             |

- Bibliothèque nationale de France: cb138921415 (data)
- Gemeinsame Normdatei: 134343263
- International Standard Name Identifier: 0000 0000 5546 7696
- Library of Congress Control Number: n91080696
- MusicBrainz: c5b9c6e1-3aa2-4ff5-a89a-d4e86b09fcdf
- Nederlandse Thesaurus van Auteursnamen: 180225499
- Virtual International Authority File: 26244239
- WorldCat: E39PBJtCwHKmggQvF7BhRYYdcP